# Sampit
Sampit est une ville d'Indonésie, chef-lieu du kabupaten de Kotawaringin oriental, située dans le sud de Bornéo. Elle est le plus important port de transport de bois du pays. En août 2009, la population est estimée à 66 053 habitants.

## Géographie
La ville éponyme se situe sur les rives de la rivière Sampit, à 20 kilomètres de son embouchure, au nord de la côte sud de l'île de Bornéo et de la mer de Java.

## Histoire
Selon la tradition locale, Sampit est le nom de l'homme, originaire de Bati-Bati, qui a fondé le lieu au début du XIXe siècle. La tombe de Datu Sampit se trouve à Basirih. Celle de son fils Datu Djungkir se trouve à Baamang Tengah, et celle d'un autre fils, Datu Usup Lamak, également à Basirih.

## Économie

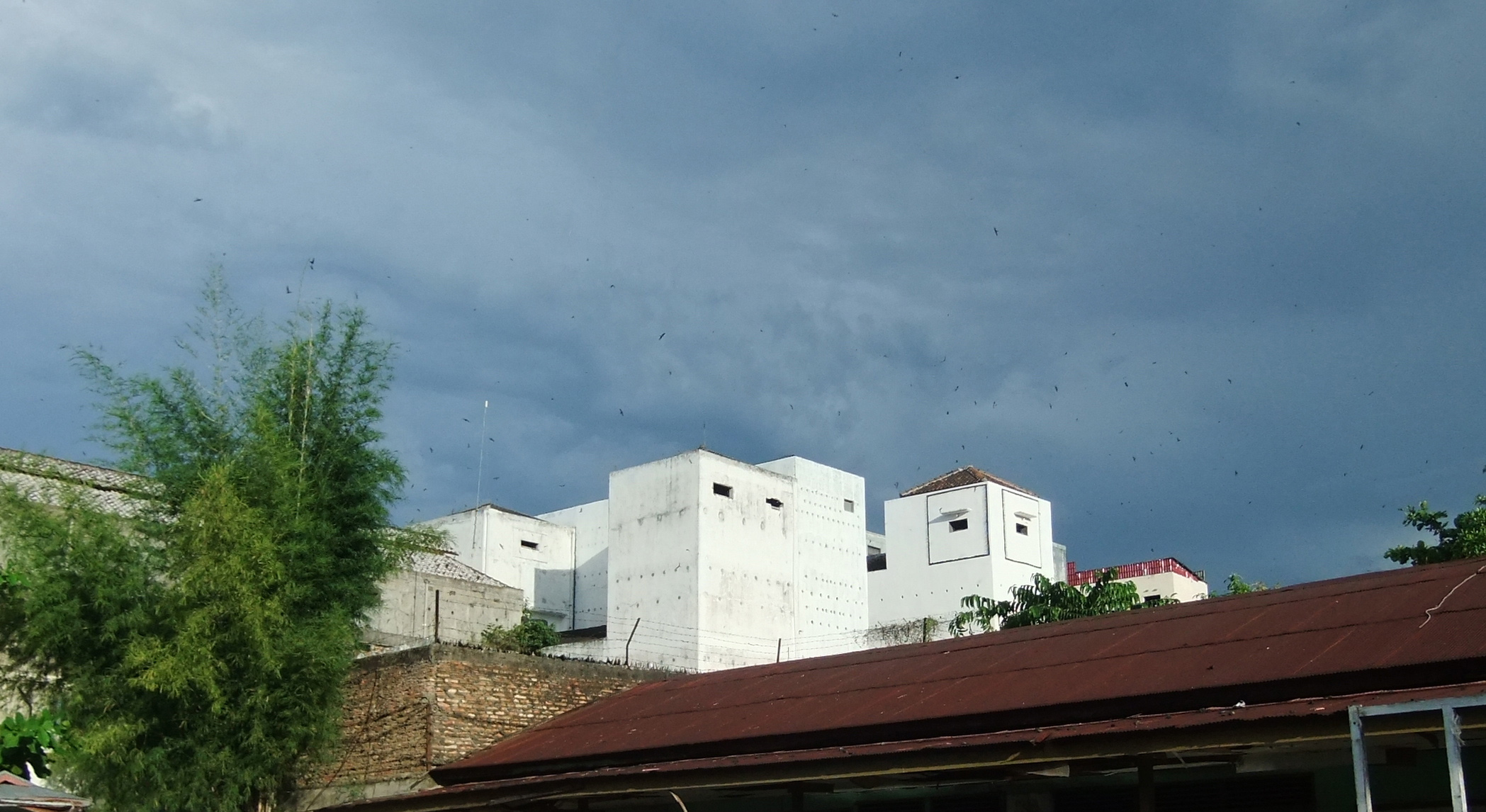
Constructions où des hirondelles de mer peuvent construire les fameux nids comestibles

## Conflits inter-ethniques
Sampit a défrayé la chronique au début des années 2000 avec les violences inter-ethniques survenues entre les Dayaks et les Madurais pendant dix jours du 17 au 27 février 2001. Plusieurs hypothèses sont émises quant aux raisons qui ont provoqué ces violences. L'une d'entre elles consiste en l'incendie criminel d'une maison dayak, dont les auteurs seraient des Madurais, selon la rumeur, suivi d'une riposte des Dayaks contre des maisons maduraises. Une autre hypothèse consiste en un incident survenu en décembre 2000, l'assassinat d'un Dayak par trois Madurais.
Ces violences ont provoqué la mort de 469 personnes, dont 456 Madurais. Tous les Madurais auraient fui les régions avoisinantes et ces persécutions s'apparenteraient à un nettoyage ethnique alors que la population de la région comportait 60 % de Madurais avant les violences. Selon un reportage de la BBC, le conflit aurait causé la mort de 500 personnes dont de nombreuses personnes décapitées, 100 000 Madurais déplacés, dont certains aurait fui par bateau sur l'île de Madura à l'est de Java.

## Projet de nouvelle capitale de l'Indonésie
Sampit a été citée en mars 2015 par le ministre indonésien de la Planification du développement national comme l'une des deux villes de Kalimantan, aux côtés de Pangkalan Bun, envisageables pour le déménagement de la capitale de l'Indonésie, en raison des problèmes que pose aujourd'hui Jakarta.

## Sources
- (en) Cet article est partiellement ou en totalité issu de l’article de Wikipédia en anglais intitulé « Sampit » (voir la liste des auteurs).